# Рамазанов, Шевкет Алядинович
Шевкет Алядинович Рамазанов (27 октября 1941, Черкез-Кермен, Крымская АССР — 19 октября 2011, Симферополь) — писатель, редактор газеты «Къырым». Заслуженный журналист Украины (1997).

## Биография
Родился 27 октября 1941 года в селении Черкез-Кермен (с 1945 года называлось Крепкое) Куйбышевского (ныне Бахчисарайского) района Крымской АССР. 18 мая 1944 года вместе со своей матерью был выслан в Сырдарьинский район Узбекской ССР.
В 1960 году закончил Самаркандский кооперативный техникум, а затем планово-экономический факультет Института народного хозяйства
В 1960—1964 годах работал экономистом в системе торговли. В 1964—1965 годах был заведующим потребкооперацией совхоза. В 1965—1974 годах работал корреспондентом, заведующим отделом литературы и культуры, а также первым заместителем главного редактора газеты «Сырдарьинская правда». В 1974—1980 годах был главным редактор газеты «Джизакская правда». В 1977 году закончил журналистский факультет Ташкентского государственного университета, в 1980 году закончил аспирантуру этого же университета. 
С 1980 по 1982 год был заместителем главного редактор журнала «Йылдыз». С 1982 по 1987 год работал заместителем главного редактора газеты «Ленин байрагъы». Закончил Высшую партийную школу при ЦК КПСС. В 1987 году стал редактором Издательства художественной литературы им. Г. Гуляма. В марте 1988 года переехал в Крым. В 1988—1989 годах — заведующий райпотребкооперацией в селе Медведевка Джанкойского района Крымской области. В 1989—1992 годах — ответственный за выпуск приложения к газете «Крымская правда» крымскотатарской газеты «Достлукъ». В 1992—1997 годах — директор малого предприятия «Достуклъ». В 1997—1998 годах — депутат Верховного Совета Крыма на постоянной профессиональной основе. В 2000—2001 годах — собственный корреспондент газеты «Урядовий кур’єр».
Заслуженный журналист Украины (1997 год). Писатель. Член Союза крымскотатарских писателей. Член Союза писателей Украины (1993 год). Депутат Верховного Совета Крыма 2-го созыва (1994—1998 годы).
Скончался 19 октября 2011 года в Симферополе.